# Marc-André Cliche
Pour les articles homonymes, voir Cliche.
Marc-André Cliche (né le 23 mars 1987 à Rouyn-Noranda, dans la province de Québec, au Canada) est un joueur professionnel canadien de hockey sur glace. Il évolue au poste de centre.

## Carrière de joueur
Il joua tout son hockey junior avec les Maineiacs de Lewiston de la Ligue de hockey junior majeur du Québec. Il participe avec l'équipe LHJMQ au Défi ADT Canada-Russie en 2006. Lors de sa deuxième saison en 2004-2005, et cela malgré une blessure qui le limita à 19 parties en saison régulière, il fut repêché par les Rangers de New York l'été qui suivit cette saison décevante.
Il a commencé sa carrière professionnelle lors de la saison 2007-2008 avec les Monarchs de Manchester de la Ligue américaine de hockey. Il est nommé Capitaine du club le 29 octobre 2010.
Durant les Séries éliminatoires de la Coupe Stanley 2012, les Kings de Los Angeles le rappelle. Il ne dispute cependant aucune rencontre avec le club et ainsi, alors que les Kings remporte la Coupe Stanley, Cliche ne voit pas son nom être gravé sur le précieux trophée. Alors qu'il est placé au ballotage, il est réclamé le 22 septembre 2013 par l'Avalanche du Colorado.

## Statistiques

### En club
| Saison     | Équipe                     | Ligue      |     | Saison régulière | Saison régulière | Saison régulière | Saison régulière | Saison régulière |   | Séries éliminatoires | Séries éliminatoires | Séries éliminatoires | Séries éliminatoires | Séries éliminatoires |
| Saison     | Équipe                     | Ligue      | PJ  | B                | A                | Pts              | Pun              | PJ               | B | A                    | Pts                  | Pun                  |                      |                      |
| 2003-2004  | Maineiacs de Lewiston      | LHJMQ      | 52  | 8                | 10               | 18               | 17               | 7                | 1 | 2                    | 3                    | 0                    |                      |                      |
| 2004-2005  | Maineiacs de Lewiston      | LHJMQ      | 19  | 4                | 4                | 8                | 8                | -                | - | -                    | -                    | -                    |                      |                      |
| 2005-2006  | Maineiacs de Lewiston      | LHJMQ      | 66  | 37               | 45               | 82               | 60               | 6                | 2 | 2                    | 4                    | 0                    |                      |                      |
| 2006-2007  | Maineiacs de Lewiston      | LHJMQ      | 52  | 24               | 30               | 54               | 42               | 16               | 6 | 16                   | 22                   | 10                   |                      |                      |
| 2007-2008  | Monarchs de Manchester     | LAH        | 52  | 11               | 10               | 21               | 25               | 4                | 0 | 1                    | 1                    | 2                    |                      |                      |
| 2008-2009  | Monarchs de Manchester     | LAH        | 31  | 5                | 4                | 9                | 19               | -                | - | -                    | -                    | -                    |                      |                      |
| 2009-2010  | Monarchs de Manchester     | LAH        | 66  | 11               | 14               | 25               | 45               | 12               | 1 | 1                    | 2                    | 8                    |                      |                      |
| 2009-2010  | Kings de Los Angeles       | LNH        | 1   | 0                | 0                | 0                | 0                | -                | - | -                    | -                    | -                    |                      |                      |
| 2010-2011  | Monarchs de Manchester     | LAH        | 63  | 14               | 21               | 35               | 35               | -                | - | -                    | -                    | -                    |                      |                      |
| 2011-2012  | Monarchs de Manchester     | LAH        | 72  | 17               | 24               | 41               | 35               | 4                | 1 | 0                    | 1                    | 6                    |                      |                      |
| 2012-2013  | Monarchs de Manchester     | LAH        | 57  | 10               | 10               | 20               | 46               | 3                | 0 | 0                    | 0                    | 4                    |                      |                      |
| 2013-2014  | Avalanche du Colorado      | LNH        | 76  | 1                | 6                | 7                | 17               | 7                | 0 | 0                    | 0                    | 2                    |                      |                      |
| 2014-2015  | Avalanche du Colorado      | LNH        | 74  | 2                | 5                | 7                | 17               | -                | - | -                    | -                    | -                    |                      |                      |
| 2015-2016  | Rampage de San Antonio     | LAH        | 38  | 6                | 13               | 19               | 8                | -                | - | -                    | -                    | -                    |                      |                      |
| 2015-2016  | Sound Tigers de Bridgeport | LAH        | 6   | 1                | 0                | 1                | 32               | 3                | 2 | 0                    | 2                    | 0                    |                      |                      |
| 2016-2017  | Marlies de Toronto         | LAH        | 16  | 1                | 2                | 3                | 6                | -                | - | -                    | -                    | -                    |                      |                      |
| Totaux LNH | Totaux LNH                 | Totaux LNH | 151 | 3                | 11               | 14               | 34               | 7                | 0 | 0                    | 0                    | 2                    |                      |                      |

### En équipe nationale
| Année | Compétition                 |   | PJ | B | A | Pts | Pun           |  | Résultat |
| 2007  | Championnat du monde junior | 6 | 0  | 0 | 0 | 4   | Médaille d'or |  |          |